# Mindaros
Mindaros (altgriechisch Μίνδαρος Míndaros; † 410 v. Chr. bei Kyzikos) war ein spartanischer Feldherr des fünften vorchristlichen Jahrhunderts.
Mindaros war im Peloponnesischen Krieg (431–404 v. Chr.) im Jahr 411/410 v. Chr. als Nauarch Oberbefehlshaber der spartanischen Flotte. Er griff gezielt athenische Stützpunkte am Hellespont an, um die für Attika lebenswichtigen Getreidelieferungen aus dem Schwarzmeergebiet zu unterbinden. In mehreren Seeschlachten, darunter der Schlacht von Kynossema, kämpfte er mit wechselndem Erfolg gegen den athenischen Feldherrn Alkibiades. In der Schlacht von Kyzikos am Südufer des Marmarameers gegen die Athener unter Alkibiades fiel Mindaros im Jahr 410 v. Chr.
Sein Name wird in dem spartanischen Heeresbericht genannt, der bei den Athenern als Paradebeispiel lakonischer Kürze galt:

„Boote verloren. Mindaros tot. Männer haben Hunger. Wissen nicht, was tun.“